# Tales of the World: Narikiri Dungeon 3
Tales of the World: Narikiri Dungeon 3 (テイルズ オブ ザ ワールド なりきりダンジョン3?, Teiruzu obu za Wārudo Narikiri Danjon 3) è un videogioco spin-off della serie di videogiochi Tales of della Namco. Il gioco è stato pubblicato esclusivamente in Giappone per Game Boy Advance il 6 gennaio 2005]. Il genere caratteristico di Tales of the World: Narikiri Dungeon 2 è denominato Cosplay S-RPG (コスプレS-RPG?, Kosupure S-RPG).